# Evangelische Laurentiuskirche Vielbrunn

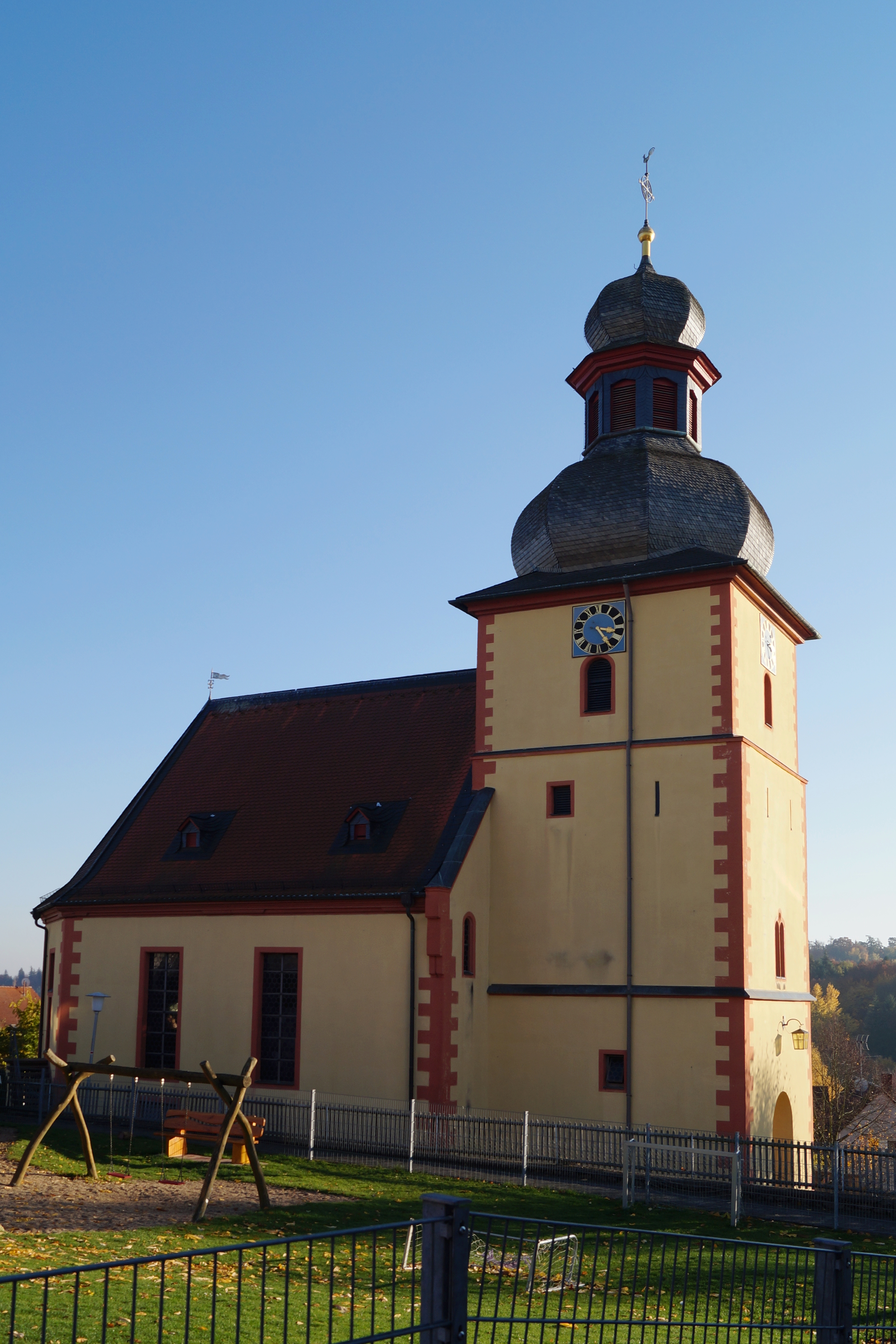
Evangelische Laurentiuskirche, 2015

Die Evangelische Laurentiuskirche Vielbrunn ist das Gotteshaus der Evangelischen Kirchengemeinde Vielbrunn mit Kimbach, im Michelstädter Stadtteil Vielbrunn im Odenwald. Sie war ursprünglich dem heiligen Laurentius von Rom geweiht.
Die Kirchengemeinde gehört zum Dekanat Odenwald der Propstei Starkenburg der Evangelischen Kirche in Hessen und Nassau.

## Geschichte

### Ersterwähnung
Die wahrscheinlich älteste Nachricht über eine Kirche in Vielbrunn geht aus einer im Staatsarchiv Wertheim befindlichen Urkunde hervor und stammt aus dem Jahre 1381. Damals gehörte Vielbrunn zum Landkapitel Montat im Archidiakonat Aschaffenburg. Das Patronat hatten die Grafen von Wertheim inne.

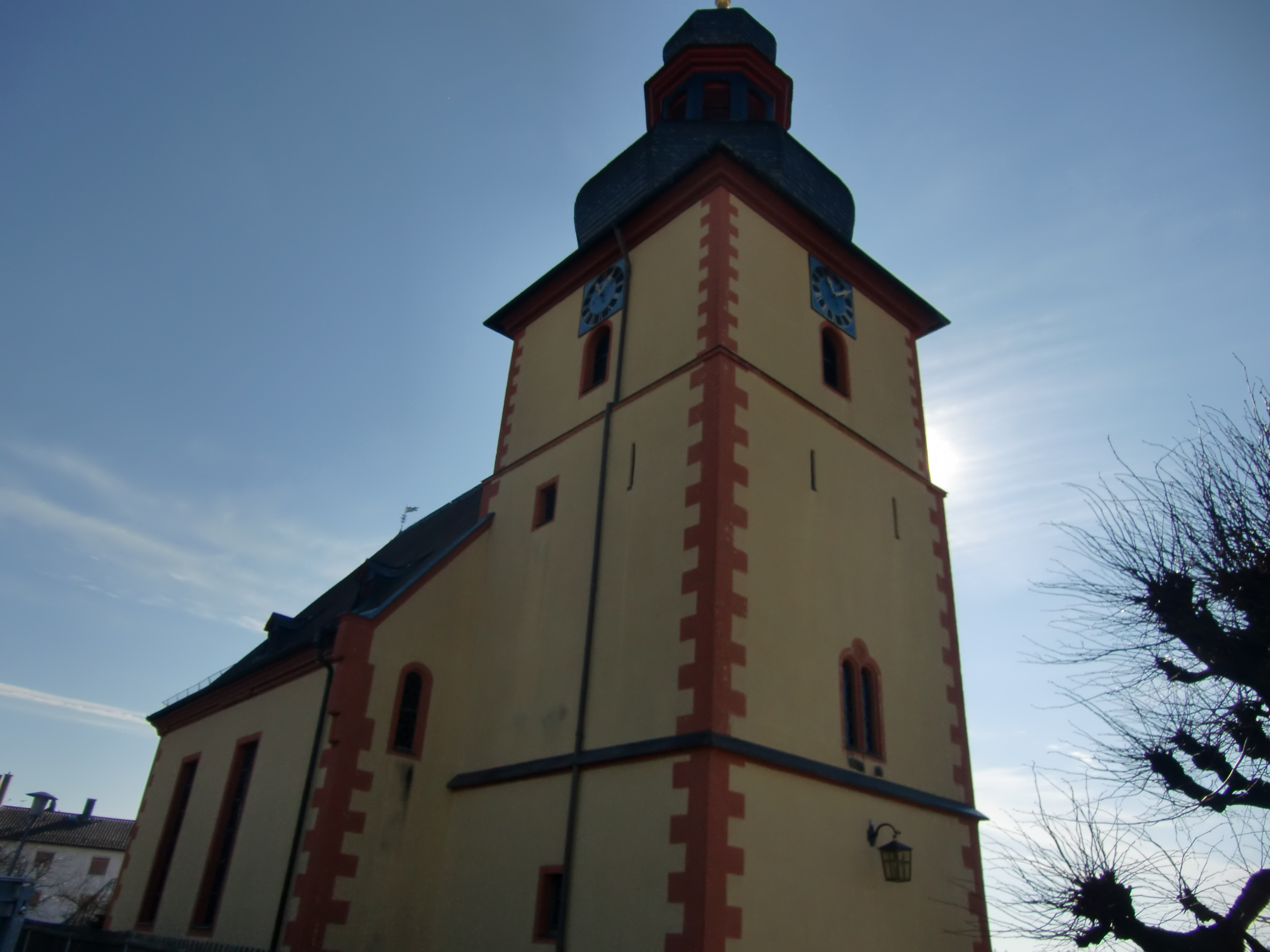
Evangelische Laurentiuskirche, 2011

### 15. bis 17. Jahrhundert
Aus spätgotischer Zeit stammt der älteste Teil der Kirche, die beiden Untergeschosse des 1495 erbauten Wehrturms. Diese Jahreszahl, sowie ein Steinmetzzeichen, sind an der rechten Turmseite eingemeißelt. Die sichtbaren Schießscharten im Turm, sowie die die Kirche umschließende Ringmauer, vermitteln noch heute eindrucksvoll das Bild einer mittelalterlichen Wehrkirchenanlage. Innerhalb des nicht zugänglichen Teils des Turmraumes sind auch noch Ausstiegsluken zu erkennen, welche früher zu einem äußeren, hölzernen Wehrgang führten. Der ummauerte Kirchhof, diente nicht nur zu Begräbniszwecken, sondern war auch Fliehburg. Davon zeugen noch heute alte Dokumente (1437/1442), die eindrucksvoll von Kampfhandlungen auf ebendiesem Platz während der Hohenlohischen Kriege berichten. Somit ist die Laurentiuskirche Vielbrunn eine der am besten erhaltenen Wehrkirchenanlagen des Odenwaldes.

Besonders erwähnenswert sind hier auch die Wandmalereien aus vorreformatorischer Zeit in Fresko-Technik. Die ehemals übertünchten Wandmalereien sollen Anfang/Mitte des 15. Jhds. entstanden sein und befinden sich im heutigen Eingangsbereich der Kirche. Die Deckenfresken im spätgotischen Kreuzgewölbe stellen die vier Evangelisten symbolisiert dar: im Osten der Adler (Johannes), im Süden der Löwe (Markus), im Westen der geflügelte Mensch (Matthäus) und im Norden der Stier (Lukas). An der Nordseite ist der Hl. Laurentius zu erkennen, teilweise übermauert durch die Emporentreppe die Darstellung einer Pieta und daneben ein sogenanntes Sakramentshaus. Weiterhin sind noch Gottvater, der Erzengel Michael, der Hl. Christopherus und der Hl. Leonhard abgebildet.
 

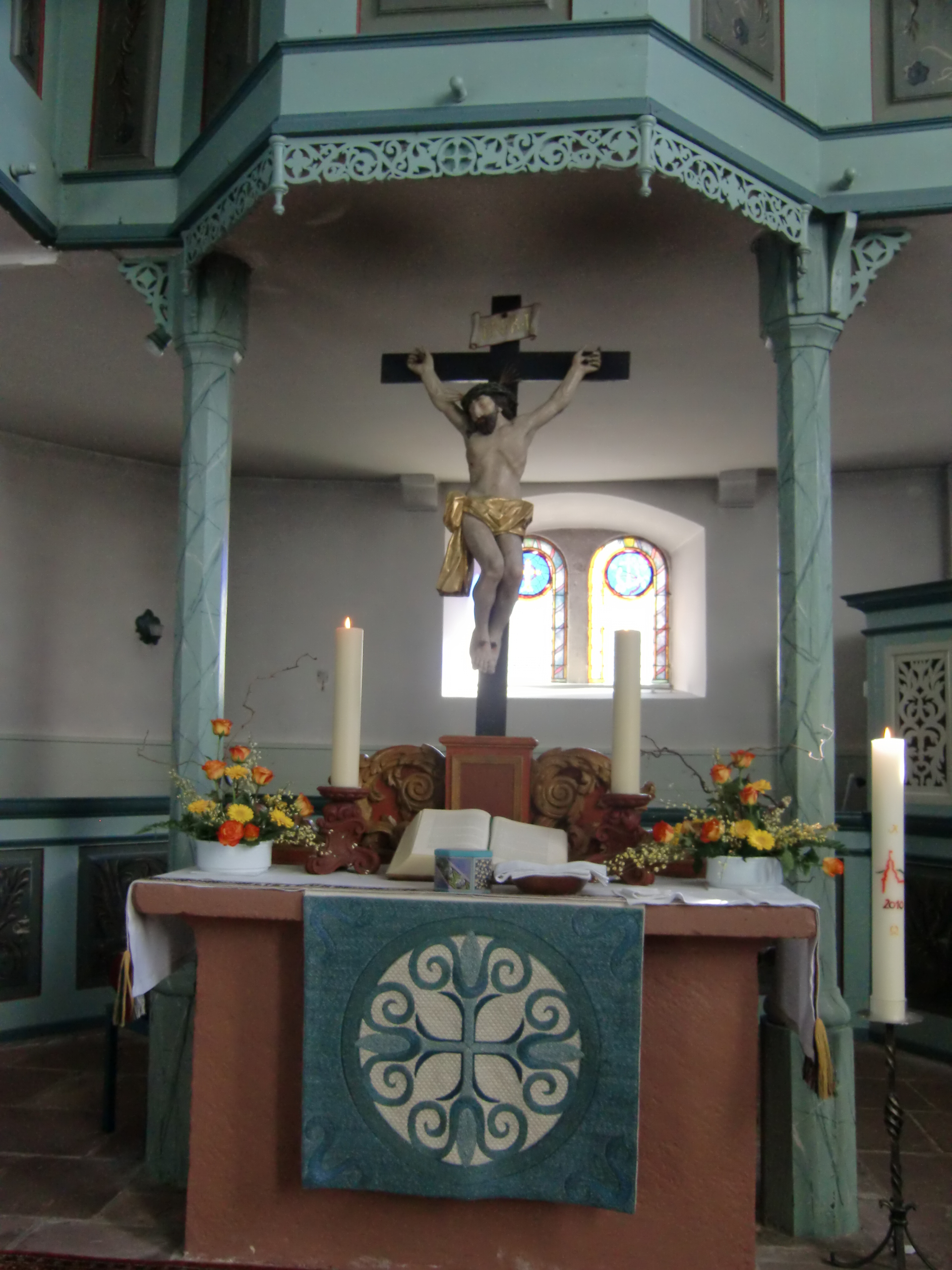
Altar der Laurentiuskirche, 2011

Am 26. Februar 1591 wurde Meister Hans Vogel aus Erbach i.Odw. beauftragt eine Uhr für die Vielbrunner Kirche herzustellen. Diese war somit die erste bekannte Kirchturmuhr in der Herrschaft Breuberg. Leider blieb diese alte Uhr nicht erhalten und wurde im 19. Jahrhundert durch eine neue ersetzt.

Von der eigentlichen Kirche blieben, wie bereits erwähnt, nur die unteren beiden Stockwerke des Turms bestehen. Das ursprüngliche Kirchenschiff, welches vor dem heutigen Haupteingang stand, erlitt im Dreißigjährigen Krieg derart starke Beschädigungen, dass es in Verfall geriet.

### 18. bis 20. Jahrhundert
Im Jahre 1729 wurde das durch den Dreißigjährigen Krieg stark beschädigte und teilweise verfallene Kirchenschiff abgetragen und in vierjähriger Bauzeit ein größeres, auf der Ostseite des Kirchturms gelegenes, errichtet. Die Wetterfahne auf der Ostecke des Dachfirstes gibt noch heute mit 1730 den Beginn des Neubaues an. Der bisher zweistöckige Turm erhielt in dieser Zeit ein drittes Stockwerk und eine sogenannte Welsche Haube oder Zwiebelkuppel in einfachem Barockstil. Auf der Spitze des Kirchturms wurde ein Turmkreuz errichtet, dass mit seiner gekreuzten Raute symbolisch auf den Hl. Laurentius verweist. Der Wetterhahn, als Symbol der Wachsamkeit, sitzt gleichsam als Mahnung obenauf. Er erinnert die Christen daran sich nicht nach dem Wind zu drehen, sondern wie Petrus in seinem weiteren Leben dem christlichen Glauben treu zu folgen.

Der Haupteingang führt nun durch den Turm (und somit dem früheren Altarraum) ins Innere des Langhauses, einen schlichten, flachgedeckten Saal mit dreiseitigen Chorschluss. Über die 1866 eingebaute Treppe gelangt man vom Turm aus ebenfalls zur unteren und oberen Empore. Die Kassettenfüllungen der unteren Empore sind 1770 angefertigt worden und mit Versen aus der Bergpredigt verziert.

Kruzifix, Altar, Taufstein und Orgel stammen wie fast die komplette Innenausstattung aus den 30er und 40er Jahren des 18. Jahrhunderts. Ein 12-armiger Kronleuchter aus Messing erleuchtet seit 1886 das Kirchenschiff und wird heute noch an besonderen Feiertagen entzündet. Seit einer größeren Innenrenovierung im Jahre 1926 ziert ein Deckenfresko mit der Darstellung der Hl. Trinität den Innenraum. Die ursprünglich bunten Kirchenfenster wurden durch eine Luftmine im Zweiten Weltkrieg völlig zerstört und 1949 durch eine klare Bleiverglasung ersetzt.

Die älteste bekannte Nachricht über Glocken in der Vielbrunner Kirche stammt aus dem Jahr 1769. Drei Glocken wurden zu dieser Zeit aufgehängt. Nach den Wirren der beiden Weltkriege besteht das Vielbrunner Geläut seit am 1. Advent 1949 wieder aus drei Glocken. Sie tragen die Inschriften:
- „Land, Land höre des Herren Wort“ (Jeremia 22,29) – große Glocke
- „Tröstet, Tröstet mein Volk“ (Jesaja 40,1) – mittlere Glocke
- „Bereitet dem Herrn den Weg“ (Jesaja 40,3)- kleine Glocke

Alle drei Glocken wurden von der Glocken- und Kunstgießerei Rincker in Sinn (Oberhessen) aus Bronze gegossen und jede hat eine besondere Aufgabe. Die große Glocke läutet zum Morgen (06:30 Uhr), zum Mittag (12:00 Uhr) und zum Abend (18:00 Uhr). Die mittlere Glocke zur Schule (07:30 Uhr) und vor dem Mittag (11:00 Uhr), so wurden früher die Bauern vom Feld zum Mittagessen nach Hause gerufen. Die kleine Glocke läutet während des Vaterunser-Gebetes bei jedem Gottesdienst und ist auch das Sterbeglöckchen, das der Gemeinde verkündet, wenn ein Gemeindeglied aus ihrer Mitte abberufen wurde.

## Ausstattung und Besonderheiten
- Fresken (15. Jahrhundert)
- Grabsteine (18. Jahrhundert)
- Kruzifix (1732)

Teile der mittelalt. Fresken im Turm, 2010

- Altar und Taufstein vom Meister Ahasver Müller aus Erbach i.Odw. (1732/33)
- Kanzel (1747)
- Orgel (1734 / Prospekt und zwei Register original) von Johann Peter Schleich aus Lohr am Main, erneuert 1970 durch Werner Bosch Orgelbau
- Kronleuchter (1886)
- Turmuhr (1895) von der Turmuhrmacherfamilie Ritzert aus Groß-Umstadt, deren Werkstätte heute noch im Hessenpark zu sehen ist

## Pfarrer
An der Ev. Laurentiuskirche waren folgende Pfarrer tätig:

### Vorreformatorische Zeit
- Johann Feydichin (bis 1381)
- Heinrich von Haybach (ab 1381)
- Johann Hullweg (urkundl. 1420)
- Heinrich Eschelle (urkundl. 1427)
- Johann Kern (urkundl. 1429)
- Jörg von Hartheim (bis 1472)
- Pfarrverweser Wendelin Becker [Kanoniker] (bis mind. 1525)
- Lorenz Aull (1526–1535)

### Nach Einführung der Reformation in der Herrschaft Breuberg (1537)
- Johann Stoltz (urkundl. 1541)Orgel aus dem Jahre 1734, 2007
- Johannes Weitpoz (1543–1545)
- Johannes Scherpff (1545–1550)
- Hartmann Hartmanni (1553–1554)
- Philipp Sohm (1554–1555)
- Johannes Ulrich (1557)
- Johannes Würzburger (1557–1569)
- Daniel Lorsbacher (1569–1612)
- Johannes Nauta (1612–1617)
- Simon Enlin (1617–1625)
- Peter Schechsius (1626–1634)
- Tobias Krug (1634–1640)

Orgel aus dem Jahre 1734, 2007

- Von 1640 bis 1650 wurde die Pfarrei von Pfarrer Johannes Zollmann zu Höchst versehen. Zollmann war der einzige Geistliche der ganzen Herrschaft Breuberg, der den Dreißigjährigen Krieg überlebte. Ihm folgte der Sandbacher Pfarrer Johann Adolph Roselius in der Vakanzvertretung. Roselius wurde 1653 wegen Verdachts der Irrlehre abgesetzt und verzog nach Michelfeld bei Sinsheim. Als letzter Pfarrer, der die Gemeinde Vielbrunn kommissarisch mitversorgen musste, ist Friedrich Leo von Sandbach zu nennen, der die ganze Herrschaft Breuberg bis 1655 geistlich zu betreuen hatte.
- Johann Wolfgang Wernitzmüller (1655–1688)
- Johann Wilhelm Motsch (1688–1709)
- Adolph Friedrich Hennemann (1710–1714)
- Johann Philipp Henning (1714–1729)
- Johann Michael Kappelmann (1729–1741)
- Johann Andreas Cronenbold (1741–1742)
- Johann Philipp Günther (1742–1753)
- Karl Benjamin List (1753–1757)
- Johann Michael Neidhardt (1757–1787)
- Johann Conrad Friedrich Wehn (1787–1841)
- Gustav Simon (1841–1852)
- Georg Christian Dieffenbach (1852–1854)
- Georg Anthes (1854–1863)
- Georg Ewald, Pfarrverwalter (1863–1865)
- Matthias Köhler (1865–1906)
- Johannes Störmer (1908–1914)
- Otto Adam (1915–1922)
- Otto Stroh (1922–1927)
- Rudolf Karl Heinrich Scriba (1927–1936)
- Friedrich May (1936–1964)
- Willi Krügel (1964–1983)
- Eberhard Poetter (1983–1992)
- Johannes Keim (1993–2003)
- Micha-Steffen Stracke (2003–2014)
- Johanna Fröhlich (2016–2019)
- Micha-Steffen Stracke (seit 2020)

## Kirchweih
Die älteste bekannte Urkunde, die Feier einer Kirchweih in Vielbrunn betreffend, befindet sich im Staatsarchiv Wertheim und datiert vom 1. September 1468. Sie enthält Zeugenaussagen in der Streitigkeit des Grafen Wilhelm von Wertheim mit denen von Eppstein um die Rechte des Bannweinausschanks auf der Kirchweih zu Vielbrunn.

Seit alters her wird die 'Vielbrunner Kerb' am letzten Wochenende im August gefeiert. Zunächst ein traditionelles Dorffest, beginnend mit einem Festgottesdienst in der Kirche – anschließend Umtrunk mit Musik und Tanz in den Gastwirtschaften, wandelte sich die 'Vielbrunner Kerb' nach dem Zweiten Weltkrieg stark.

Übernommen wurde die Ausrichtung dieser Veranstaltung durch die KSG (Kultur- und Sportgemeinde) Vielbrunn 1946 e.V., dem örtlichen Fußballverein. Der Verein organisierte bis vor einigen Jahren das Fest noch als 'Zeltkerb' auf dem Festplatz 'Am Stutz', mit großem Festzelt, Reitschul, Schießbude und anderen Vergnügungen. Heute wird die Kerb im örtlichen Dorfgemeinschaftshaus 'Limeshalle' gefeiert. Hauptpunkte dieser Veranstaltung sind am Freitag das Altherren-Turnier auf dem Sportplatz und gegen Abend die Happy-Hour in der Limeshalle. Ferner der Gottesdienst am Samstagabend in der Kirche, anschließend Bieranstich und Kerbtanz in der Festhalle. Außerdem am Sonntagmorgen in der Limeshalle der große Festgottesdienst, Frühschoppen mit Blasmusik, Mittagstisch, Kindernachmittag und Bunter Abend. Die Kerb klingt mit dem Handwerker-Frühschoppen und der After-Work-Party am Montag aus.